# Ivan Illarionovitch Vorontsov
Pour les articles homonymes, voir Vorontsov.
Le comte Ivan Illarionovitch Vorontsov (en russe : Иван Илларионович Воронцов), né en 1719 et mort en 1786) est un sénateur russe, chambellan par intérim et président du Collège patrimonial de Moscou.

## Biographie

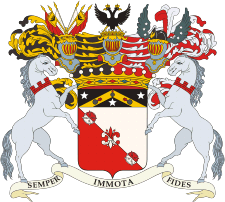
Armoiries de la famille Vorontsov.

Ivan Illarionovitch Vorontsov est un oncle de la princesse Catherine Dachkov et il est un jeune frère du général en chef Roman Vorontsov et du chancelier Mikhaïl Illarionovitch Vorontsov.
Son frère aîné Mikhaïl Illarionovitch Vorontsov participe au coup d'État en faveur d'Élisabeth Ire en novembre 1741. Le coup d'État contribue à la montée des frères Vorontsov. Il est ensuite élevé, à la demande de l'impératrice, au titre de comte en 1760.
Il est promu capitaine du régiment Preobrajensky en 1753. Deux ans plus tard, il devient gentilhomme de la Chambre de Pierre III et pendant le règne de ce dernier, il est promu au grade de lieutenant général.
Vorontsov épouse Maria Artemievna Volynskaïa (fille d'Artemi Volinsky) en 1745, propriétaire d'un hôtel particulier, rue Petrovka à Moscou. Ils jouissent de leur immense propriété de Voronovo. Ils ont cinq enfants, Artemiy Ivanovitch (1748-1813), Anna Ivanovna (1750-1807), Evdokia (Avdotia) Ivanovna (1755-1824), Illarion Ivanovitch (1760-1790) et Ouliana Ivanovna (1767, décédée dans son enfance).

## Distinctions
- Ordre de Sainte-Anne
- Ordre de l'Aigle blanc